# Jean Delannoy
Jean Delannoy (Noisy-le-Sec, Sena Saint-Denis, França, 12 de gener de 1908 – Guainville, Eure-et-Loir, 18 de juny de 2008) va ser un director de cinema i guionista francès.

## Biografia
Aquest cineasta francès, el nom del qual va ser sinònim de «qualitat» va dirigir les seves pel·lícules més significatives sota un patrocini literari. Director de diversos melodrames, ja havia conegut l'èxit, sobretot amb Pontcarral, colonel d'empire (1943), quan va poder realitzar l'Éternel Retour (1943), amb la col·laboració de Jean Cocteau. Més tard, aquest últim va adaptar per a ell La princesa de Clèves (1961).
Al classicisme una mica fred de La Symphonie pastorale (1946), de Les jeux sont faits (segons el guió de Jean-Paul Sartre, 1947) o de Maigret tend un piège (1958) han seguit moltes pel·lícules acadèmiques que han conduït el seu director cap a la televisió a partir de 1976, després a girar una trilogia purament hagiogràfica: Bernadette (1988), la Passion de Bernadette (1990) i Marie de Nazareth (1995).

## Filmografia[3]

### Director
- 1934: Paris-Deauville
- 1937: Ne tuez pas Dolly (migmetratge) (+ regidor)
- 1937: La Vénus de l'or
- 1937: Tamara la complaisante
- 1941: Le Diamant noir (+ guionista)
- 1942: Fièvres
- 1942: Macao, l'enfer du jeu
- 1942: L'assassin a peur la nuit (+ adaptador)
- 1942: Pontcarral, colonel d'empire
- 1943: L'Éternel Retour
- 1944: Le Bossu
- 1945: La Part de l'ombre (+ guionista)
- 1946: La Symphonie pastorale (+ guionista)
- 1947: Les jeux sont faits (+ guionista)
- 1948: Aux yeux du souvenir (+ guionista)
- 1949: Le Secret de Mayerling (+ guionista)
- 1950: Dieu a besoin des hommes
- 1951: Le Garçon sauvage
- 1952: La Minute de vérité (+ guionista)
- 1953: La Route Napoléon (+ guionista)
- 1954: Destinées, pel·lícula d'esquetxos (esquetx « Jeanne »)
- 1954: Il Letto, pel·lícula d'esquetxos (esquetx « Le Lit de la Pompadour ») (+ guionista)
- 1954: Obsession (+ guionista)
- 1954: Secrets d'alcova
- 1955: Chiens perdus sans collier (+ guionista)
- 1956: Marie-Antoinette reine de França (+ guionista)
- 1956: Nostra Senyora de París
- 1958: Maigret tend un piège (+ guionista)
- 1959: Guinguette
- 1959: Maigret et l'Affaire Saint-Fiacre (+ guionista)
- 1960: Le Baron de l'écluse (+ guionista)
- 1960: La Française et l'Amour, pel·lícula d'esquetxos (esquetx « L'Adolescence »)
- 1961: La princesa de Clèves (+ guionista)
- 1961: Le Rendez-vous (+ guionista)
- 1963: Venus imperial (Venere imperiale) (+ guionista)
- 1964: Les Amitiés particulières
- 1965: Le Majordome
- 1966: Les Sultans (+ guionista)
- 1966: Le Lit à deux places, pel·lícula d'esquetxos
- 1967: Històries de brètols (Le Soleil des voyous) (+ guionista)
- 1970: Torpede (La Peau de Torpedo) (+ guionista)
- 1972: Pas folle la guêpe
- 1976: Le Jeune Homme et le Lion, telefilm
- 1978: Histoire du chevalier Des Grieux et de Manon Lescaut, fulletó televisat de 6 episodis
- 1979: Les Grandes Conjurations: Le Coup d'État du 2 décembre, episodi d'una sèrie de TV
- 1980: L'Été indien, telefilm
- 1981: Frère Martin (La justice de Dieu, La justice du Pape), telefilm en dues parts
- 1983: Le Crime de Pierre Lacaze, telefilm en dues parts
- 1987: L'Énigmatique Monsieur S. o Tout est dans la fin, telefilm (+ guionista)
- 1987: Bernadette (+ guionista)
- 1989: La Passion de Bernadette (+ guionista)
- 1990: Le Gorille, sèrie de TV (episodi: « Le Gorille compte ses abattis »)
- 1995: Marie de Nazareth (+ guionista)

### Ajudant de direcció
- 1938: Le Paradis de Satan de Félix Gandéra

### Muntador
- 1935: Tovaritch de Jacques Deval
- 1937: Feu! de Jacques de Baroncelli

### Actor
- 1927: Miss Helyett de Georges Monca i Maurice Kéroul
- 1928: La Grande Passion d'André Hugon: jugador de rugby
- 1934: Casanova d'Alexandre Volkoff

## Premis i nominacions[4]

### Premis
- 1946: Gran Premi al Festival de Cannes per La Symphonie pastorale
- 1986: César d'honor

### Nominacions
- 1949: Lleó d'Or per Aux yeux du souvenir
- 1950: Lleó d'Or per Dieu a besoin des hommes
- 1951: Lleó d'Or per Le garçon sauvage
- 1955: Lleó d'Or per Chiens perdus sans collier
- 1956: Palma d'Or per Marie-Antoinette reine de France
- 1960: BAFTA a la millor pel·lícula per Maigret tend un piège
- 1964: Lleó d'Or per Les Amitiés particulières